# 스페로플라스트
스페로플라스트(spheroplast)는 페니실린이나 리소자임의 작용에 의해 세포벽이 거의 완전히 제거된 미생물 세포이다. 일부 정의에 따르면 이 용어는 그람 음성균을 설명하는 데 사용된다. 다른 정의에 따르면, 이 용어는 효모도 포함한다. 스페로플라스트라는 이름은 미생물의 세포벽이 소화된 후 막 장력으로 인해 세포가 특징적인 구형 모양을 갖게 된다는 사실에서 유래한다. 구형체는 삼투압적으로 취약하며 저장성 용액으로 옮기면 용해 (생물학)된다.
그람 음성균을 설명하는 데 사용되는 스페로플라스트라는 용어는 세포벽의 외막 구성 요소가 아닌 펩티도글리칸 구성 요소가 제거된 세포를 의미한다.

## 같이 보기
- 프로토플라스트
- L형균